# Aleksandar-Pal Sakala
Aleksandar-Pal Aleks Sakala, född 1968, är en svensk barnboksförfattare, IT-konsult och fritidspolitiker (moderat), bosatt i Kista.
Sakala kom från Jugoslavien (nu Serbien) i början av 1990-talet. Han har han gett ut fem böcker i serien "Dinosaurie Dino och hans vänner" som riktar sig till barn i åldrarna 3–8 år. De handlar om dinosaurien Dino och hans vänner som lever i skogen och saker som händer i deras värld. Böckerna speglar, enligt författaren, vårt mångkulturella samhälle.
Sakala har som politiker arbetat för att få diakritiska tecken att ingå i allmänna handlingar. Sakala var också aktiv i samhället som nattvandrare (även som samordnare för nattvandrare i Kista 2011-2013) och var periodvis mentor på lokala grundskolor i Kista. Hans engagemang bidrog till att IBM donerade datorer till samtliga kommunala förskolor i Kista.
Sakala (använder numer förnamnet Aleks) är medlem i Kistamoderaterna (föreningsordförande 2011-2023), tidigare ledamot i förbundsstyrelsen för Moderaterna i Stockholms stad (2013-2015), ledamot i Rinkeby-Kista stadsdelsnämnden (2007-2023) samt ersättare och sedan ledamot i Stockholms kommunfullmäktige (2022-2026). Tidigare uppdrag var som ledamot i styrelsen för SISAB, Stokab även ledamot i Utbildningsnämnden.